# Tomoko Sawada
Tomoko Sawada (澤田 知子 Sawada Tomoko?, nacida en 1977 en Kobe, Japón) es una artista contemporánea japonesa que desarrolla obra en fotografía y performance. Participó de numerosas muestras grupales en Japón, Europa y Estados Unidos. Su primera exhibición individual fue en la galería Chat en Japón. En 2004 fue galardonada con el prestigioso premio de fotografía para jóvenes fotógrafos japoneses Kimura Ihei y con el premio Infinity del Centro Internacional de fotografía en la categoría fotógrafo joven.

## Vida y trabajo
Sawada se graduó en 1998 con un título en Diseño de medios y más tarde con un título en Fotografía de la Universidad de Arte y Diseño de Seian en Otsu, Shiga, Japón en el 2000. Algunas de sus obras de arte son ID-400, OMIAI ♡, vestuario, colegialas, vestuario, portada, mascarada, recluta, espejos y firma facial. Su trabajo investiga la identidad humana, especialmente los roles de género y los estereotipos en la cultura japonesa .
Sawada utiliza la fotografía y la performance para explorar la identidad, estatus, cultura, individualismo y conformidad a través de formas culturales tradicionales y contemporáneas de retrato. Las fotografías de Sawada son parte de series de fotos temáticas en las que utiliza maquillaje y disfraces para alterar drásticamente su identidad, de modo que cada fotografía parece representar a un individuo o grupos de individuos diferentes. Sawada utiliza a fotógrafos comerciales, cabinas de fotos y el ambiente de su propio estudio editado digitalmente para representar cientos de identidades diferentes. El uso de vestuario de Tomoko en sus autorretratos se inspira en el trabajo de Cindy Sherman . Su trabajo también explora la forma en que las suposiciones sobre la personalidad son impulsadas en gran medida por las respuestas culturales japonesas al género, la ocupación laboral y otros estereotipos socioculturales.

## Carrera
Su primera serie de autorretratos es Early Days de 1995 a 1996, realizada mientras Sawada era adolescente. Su siguiente serie, ID400, se creó en el transcurso de 4 años, de 1998 a 2001, utilizando una cabina de fotos pública para tomar 400 autorretratos del estilo de los documentos de identidad. Sawada modificó su apariencia a través de cambios de vestuario, cabello y maquillaje y también alteró su expresión facial, incluso aumentando o perdiendo peso. Las series de fotos posteriores continúan explorando diversos métodos para alterar su apariencia externa y luego documentando estos cambios utilizando fotografías individuales o en grupo.

### Primeros días, 1995 – 1996
La primera serie de fotos de Sawada.

### ID400, 1998 – 2001
Para esta serie de fotos Sawada visitó una cabina situada fuera de una estación de tren en Kobe, Japón, durante el transcurso de cuatro años, para crear 400 tarjetas de identificación diferentes en blanco y negro de sí misma.

### OMIAI ♡, 2001
La serie OMIAI ♡ de Sawada hace referencia al libro de fotos tradicional de una mujer joven utilizado por los miembros de su familia para un matrimonio arreglado. Sawada fue fotografiada en un estudio de fotografía profesional. En cada visita se vestía como un tipo diferente de mujer, ya que las fotografías se producían cuidadosamente con la intención de mostrar la identidad de la mujer para el posible joven y su familia.

### Cover / Face, 2002–2003
Las fotografías de esta serie muestran a Sawada vestida según las tendencias de la cultura juvenil japonesa y la influencia de las ideas occidentales de belleza. Se vistió de ganguro, descrita como una chica bronceada de California que idolatraba a la estrella de la música pop Namie Amuro.

### Disfraz, 2003
Sawada se vistió con uniformes asociados a varios trabajos. La idea de esta serie surgió de sus experiencias personales trabajando en diferentes roles y aprendiendo cómo diferentes personas respondían a ella durante esos roles, "la actitud de las personas hacia otra persona cambia mucho según su ocupación".

### Jornadas escolares, 2004
Esta serie muestra a Sawada repetida dentro de los retratos grupales de un grupo grande de estudiantes y su maestra vistiendo un uniforme de colegiala y luego vestida como la típica matrona de la escuela. Sawada encuentra formas de alterar su presentación usando uniformes escolares idénticos a través de cambios en su estilo de cabello, accesorios y expresiones faciales, luego las imágenes se combinan digitalmente para crear la clase, incluido un fondo.

## Exposiciones y premios

### Exposiciones individuales
- - 1997, Gallery Chat, Noir, Japan[16]
  - 1999, ID400, Clean Sisters Gallery, Osaka[17]
  - 1999, ID400, Cubic Gallery Iteza, Kyoto[17]
  - 2000, ID400, Rocket, Tokyo[17]
  - 2001, Omiai, Rocket, Tokyo[17]
  - 2001, Omiai, Sou Art Gallery, Ehime[17]
  - 2001, Omiai, The Third Gallery Aya, Osaka[17]
  - 2001, Cover, VAJRA, Osaka[17]
  - 2001, Connoisseur Contemporary, Hong Kong[16]
  - 2002, Cover, SUMISO, Osaka[17]
  - 2002, Omiai, Galerie P, Brussels[17]
  - 2003, ID400 and Omiai, Kohji Ogura Gallery, Nagoya[17]
  - 2003, Two Photographic Series, Zabriskie Gallery, New York[17]
  - 2003, Costume, The Third Gallery Aya, Osaka[17]
  - 2004, Costume + cover, Konica Minolta Plaza, Tokyo[17]
  - 2004, ID400, The Third Gallery Aya, Osaka[17]
  - 2004, Costume, Zabriskie Gallery, New York[17]
  - 2004, Desire to Mimic, MAK, Vienna[18]
  - 2005, Schoolgirls – School Days + cover/Face, MEM, Osaka[18]
  - 2006, Schoolgirls, Zabriskie Gallery, New York[19]
  - 2011, Rose Gallery, Santa Monica, CA[20]

### Muestras grupales
- - Santa Barbara Museum of Art, Calif.
  - Japan Society, New York
  - Det Nationale Fotomuseum, Copenhagen
  - Culturgest, Lisbon
  - Z Platz Museum, Fukuoka, Japan
  - Musee de l’Elysee, Lausanne
  - Japanisches Kulturinstitut, Cologne
  - Museum of Contemporary Art, Tokyo
  - Museum of Contemporary Photography, Chicago
  - Ueno Royal Museum, Tokyo; Kawasaki City Museum
  - Museum of Modern Art, New York.[21]

### Premios
- - 2000 Canon New Cosmos of Photography 2000[22]
  - 2004 The Kimura Ihei Memorial Photography Award[23]
  - 2004 International Center of Photography (New York) Infinity Award for Young Photographers[23]
  - 2007 They Kyoto Prefecture Culture Prize[22]

### Colecciones permanentes
- - Museum of Modern Art, New York[24]
  - International Center of Photography, New York[24]
  - Los Angeles County Museum of Art[24]
  - Fogg Museum of Art, Harvard University, Cambridge[24]
  - Joy of Giving Something, Inc., New York[24]
  - Norton Family Collection[24]
  - MAK, Vienna, Austria[24]
  - The Essl Collection, Klosternerberg, Austria[24]
  - La Salle Bank, Illinois[24]
  - Santa Barbara Museum of Art, California[25]
  - National Museum of Modern Art, Kyoto, Japan[26]
  - Maison Europeenne de la Photographie, Paris, France[26]
  - Sculpture Garden Museum, Vangi Museo, Japan[26]
  - Davis Museum and Cultural Centre, USA[26]
  - Brooklyn Museum of Art, New York City[27]